# Galdino Augusto da Natividade Silva
Galdino Augusto da Natividade Silva (? — ?) foi um político brasileiro.
Foi 1º vice-presidente da província de Alagoas, nomeado por carta imperial de 24 de março de 1866, tendo assumido a presidência interina da província por duas vezes, de 19 de abril a 30 de julho de 1866 e de 13 de junho a 30 de julho de 1867.